# 본오동
본오동(本五洞)은 경기도 안산시 상록구의 법정동이다. 행정동 본오1동, 본오2동, 본오3동은 법정동 본오동, 팔곡이동을 관할로 설치되어 있다.

## 역사
조선시대에는 경기도 광주군 성곶면 본오리(本五里)와 분오리(分五里) 지역이었다. 1906년에 경기도 안산군 성곶면 본오리·분오리로 되었다가, 1912년 2월 5일에 본오리로 합쳐졌고, 1914년 4월 1일에 수원군 반월면 본오리로 바뀌었다. 1949년에 화성군 반월면 본오리로 바뀌었고, 1986년 1월 1일에 안산시로 편입되면서 본오동이 되었다. 2002년 11월 1일에 안산시 상록구로 행정구역이 바뀌었다.

### 지명 유래
광주군의 견아상입지였기 때문에 편의상 일리~오리라고 불렀는데, 이것이 공식 지명으로 굳어졌다고 추측된다. 오리가 인구가 늘자 둘로 나누면서 각각 본오리와 분오리라고 하였다. 한글로 된 마을 이름은 본오리가 ‘ᄇᆡ웃’(배웃), 분오리는 ‘오목골’이었다. 배웃(배옷)은 지금의 이호초등학교 자리로, 마을 동쪽으로 배가 들어왔다는 데에서 붙은 이름이다. 오목골은 선암동(仙岩洞)이라고도 불렀다.

## 교통

### 철도
- ● 안산선 (수도권 전철 4호선)

(한대앞역) ← 상록수역 → (반월역)